# Kuba na Letních olympijských hrách 2012
Kubu na Letních olympijských hrách v roce 2012 v Londýně reprezentovala výprava 109 sportovců (65 mužů a 44 žen) ve 13 sportech.

## Medailisté
| Medaile | Jméno             | Sport             | Soutěž                            |
| ------- | ----------------- | ----------------- | --------------------------------- |
| Zlato   | Leuris Pupo       | Sportovní střelba | Muži 25 metrů rychlopalná pistole |
| Zlato   | Idalis Ortízová   | Judo              | Ženy +78 kg                       |
| Zlato   | Mijaín López      | Zápas             | Muži řecko-římský do 120 kg       |
| Zlato   | Roniel Iglesias   | Box               | Muži velterová váha do 64 kg      |
| Zlato   | Robeisy Ramírez   | Box               | Muži váha muší do 52 kg           |
| Stříbro | Yanet Bermoyová   | Judo              | Ženy 52 kg                        |
| Stříbro | Asley González    | Judo              | Muži 90 kg                        |
| Stříbro | Yarisley Silvaová | Atletika          | Ženy skok o tyči                  |
| Bronz   | Iván Cambar       | Vzpírání          | Muži 77 kg                        |
| Bronz   | Leonel Suárez     | Atletika          | Muži desetiboj                    |
| Bronz   | Lázaro Álvarez    | Box               | Muži váha bantamová do 56 kg      |
| Bronz   | Yasniel Toledo    | Box               | Muži lehká váha do 60 kg          |
| Bronz   | Robelis Despaigne | Taekwondo         | Muži +80 kg                       |
| Bronz   | Liván López       | Zápas             | Muži volný styl do 66 kg          |